# Gerry Weber Open 2003
Gerry Weber Open 2003 — тенісний турнір, що проходив на трав'яних кортах у місті Галле, NRW, Німеччина з 9 червня. Належав до категорії ATP International Series.

## Фінальна частина

### Одиночний розряд
Роджер Федерер —  Ніколас Кіфер 6–1, 6–3

### Парний розряд
Йонас Бйоркман /  Тодд Вудбрідж —  Мартін Дамм /  Цирил Сук 6–3, 6–4